# Росс, Райан
Джордж Райан Росс Третий (род. 30 августа 1986 года, Саммерлин, Невада) — американский гитарист, певец и композитор, был основателем, гитаристом и автором песен американской группы Panic! at the Disco, которую покинул в 2009 году.
Росс и бывший басист Panic! At The Disco Джон Уокер основали группу The Young Veins, в которой Росс стал вокалистом.

## Биография

### Начало карьеры
В 12 лет Росс получил на Рождество гитару и вместе с лучшим другом Спенсером Смитом, который получил барабаны, начал заниматься музыкой. Росс и Смит главным образом перепевали Blink 182, где Росс был на вокале. Они назвали свою группу «Pet Salamander». Росс написал слова к своей первой песне, когда ему было 14 лет.
До встречи с Брендоном Ури и появлением «Panic! At The Disco» Росс и Смит образовали группу «Summer League» с Брентом Вилсоном и гитаристом по имени Тревор.

### Образование «The Young Veins»
13 июля 2009 Райан Росс дал MTV интервью, в котором говорил о распаде Panic! At the Disco. Росс сообщил MTV, что он и остальные члены Panic! At The Disco остаются друзьями. Он также рассказал о своём новом проекте, группе «The Young Veins»..
15 июля Росс рассказал MTV, что The Young Veins работают над новым альбомом, а 16 октября сообщил, что работа над альбомом Take A Vacation! завершена.
The Young Veins подписали контракт с «One Haven Music». Их дебютный альбом вышел 8 июня 2010 года.

### Сольная карьера
В 2013 году Райан Росс выпустил несколько демо, которые опубликовал на своей официальной странице в Soundcloud. Описание на странице гласит «Thanks for waiting. I’m back now.»
В конце 2016 и в начале 2017 на личном профиле Росса в Instagram появились фото и видео, подтверждающие работу над новыми песнями.